# Chryse (Insel)
Chryse (altgriechisch Χρύση, Χρύσα Chrýsē, Chrýsa, deutsch ‚die Goldene‘) ist in der griechischen Mythologie eine Insel in der Ägäis in der Nähe von Lemnos. 
Auf ihrer Fahrt nach Troja zum Trojanischen Krieg machte die griechische Flotte in Chryse halt, um ihre Wasservorräte aufzufrischen. Als Philoktetes auf der Insel einen von Iason errichteten Altar der Pallas Athene fand, wollte er der Göttin dort opfern. Dabei wurde er von einer Schlange gebissen. Da die übrigen Griechen sich auf der Weiterfahrt durch den Gestank der eiternden Wunde und die Schmerzensschreie des Philoktetes unerträglich belästigt fühlten, beauftragten sie Odysseus, ihn auf Lemnos auszusetzen. Später holte dieser ihn mit einer List wieder zurück, da sie vor Troja auf seinen magischen Bogen nicht verzichten konnten.
Die Insel wird in diesem Zusammenhang auch in den Philoktetes-Dramen von Aischylos, Sophokles und Euripides erwähnt.
Nach Pausanias’ Beschreibung ist die Insel später in den Fluten des Mittelmeers versunken. 1960 behauptete ein italienischer Taucher und Amateur-Archäologe, die Insel entdeckt zu haben.